# 꿈을 주다
《꿈을 주다》(일본어: 夢を与える)는 와타야 리사의 2006년 장편소설이다. 일본에서 2006년 문예 겨울호에 실렸고 이듬해 단행본으로 출판되었다. 작가의 3번째 장편으로, 완벽한 미모로 인해 아기 때부터 TV에 노출되기 시작해, 타인의 시선 속에서만 자신의 존재감을 느끼며 살아가게 되는 소녀 '유코'의 이야기를 그린 작품이다. 대한민국에는 중앙북스에서 양윤옥 번역으로 출간되었다.

## 등장인물
- 유코(夕子)

주인공. 어릴 적부터 출중한 외모로 주목받았고 어머니 미키코의 손에 이끌려 연예인이 되었다.
- 미키코(幹子)

유코의 어머니이자 매니저.
- 토마(冬馬)

유코의 아버지. 일본인과 프랑스인의 혼혈이다.
- 오키지마(沖島)

유코의 매니저.
- 타마(多摩)

유코의 중학교 친구.
- 마사아키(正晃)

백댄서이자 유코의 남자친구.